# Faulata
Faulata ist eine osttimoresische Siedlung im Suco Cassa (Verwaltungsamt Ainaro, Gemeinde Ainaro).

## Geographie und Einrichtungen
Faulata ist ein Dorf im Osten der Aldeia Queça-Mau, in einer Meereshöhe von 237 m. Durch das Dorf führt die Überlandstraße von Cassa, dem Hauptort des Sucos, zur Gemeindehauptstadt Ainaro im Norden. Östlich fließt der Buronuno, ein Nebenfluss des Belulik und Grenze zum Suco Suro-Craic. Südlich liegt an der Überlandstraße das Nachbardorf Betama.
In Faulata gibt es eine Grundschule.

## Einwohner
Faulata ist ein Zentrum des protestantischen Christentums im ansonsten katholischen Osttimor.